# Kanton L’Isle-Adam
Der Kanton L’Isle-Adam ist seit 1790 ein französischer Wahlkreis in den Arrondissements Pontoise und Sarcelles im Département Val-d’Oise und in der Region Île-de-France; sein Hauptort ist L’Isle-Adam.

## Gemeinden
Der Kanton besteht aus 15 Gemeinden mit insgesamt 67.684 Einwohnern (Stand: 1. Januar 2022) auf einer Gesamtfläche von 113,39 km²:
| Gemeinde           | Einwohner 1. Januar 2022 | Fläche km² | Dichte Einw./km² | Code INSEE | Postleitzahl | Arrondissement |
| ------------------ | ------------------------ | ---------- | ---------------- | ---------- | ------------ | -------------- |
| Asnières-sur-Oise  | 3.128                    | 14,07      | 222              | 95026      | 95270        | Sarcelles      |
| Beaumont-sur-Oise  | 9.931                    | 5,60       | 1.773            | 95052      | 95260        | Pontoise       |
| Bernes-sur-Oise    | 2.703                    | 5,45       | 496              | 95058      | 95340        | Pontoise       |
| Bruyères-sur-Oise  | 4.907                    | 8,91       | 551              | 95116      | 95820        | Pontoise       |
| Champagne-sur-Oise | 5.022                    | 9,45       | 531              | 95134      | 95660        | Pontoise       |
| L’Isle-Adam        | 12.302                   | 14,94      | 823              | 95313      | 95290        | Pontoise       |
| Mours              | 1.680                    | 2,45       | 686              | 95436      | 95260        | Pontoise       |
| Nerville-la-Forêt  | 779                      | 6,68       | 117              | 95445      | 95590        | Pontoise       |
| Nointel            | 887                      | 3,20       | 277              | 95452      | 95590        | Pontoise       |
| Noisy-sur-Oise     | 582                      | 3,79       | 154              | 95456      | 95270        | Pontoise       |
| Parmain            | 5.683                    | 9,20       | 618              | 95480      | 95620        | Pontoise       |
| Persan             | 14.348                   | 5,14       | 2.791            | 95487      | 95340        | Pontoise       |
| Presles            | 3.994                    | 9,95       | 401              | 95504      | 95590        | Pontoise       |
| Ronquerolles       | 890                      | 4,74       | 188              | 95529      | 95340        | Pontoise       |
| Villiers-Adam      | 848                      | 9,82       | 86               | 95678      | 95840        | Pontoise       |
| Kanton L’Isle-Adam | 67.684                   | 113,39     | 597              | 9514       | –            | –              |

Bis zur Neuordnung bestand der Kanton L’Isle-Adam aus den sechs Gemeinden L’Isle-Adam, Mériel, Nerville-la-Forêt, Parmain, Presles und Villiers-Adam. Sein Zuschnitt entsprach einer Fläche von 55,9 km2.

## Bevölkerungsentwicklung
| 1962   | 1968   | 1975   | 1982   | 1990   | 1999   | 2006   | 2011   |
| ------ | ------ | ------ | ------ | ------ | ------ | ------ | ------ |
| 12 617 | 15 035 | 20 341 | 21 785 | 24 034 | 25 751 | 26 427 | 27 404 |